# Lansdowne (Maryland)
Pour les articles homonymes, voir Lansdowne.
Lansdowne est une census-designated place située dans le comté de Baltimore, dans l’État du Maryland, aux États-Unis. Lors du recensement de 2020, elle comptait 9 004 habitants.